# Victor de Broglie (1846-1906)
Pour les articles homonymes, voir Victor de Broglie et Broglie.
Pour les autres membres de la famille, voir Maison de Broglie.
Louis-Alphonse-Victor, 5e duc de Broglie (30 octobre 1846, Rome – 26 août 1906, Broglie) est un homme politique et haut fonctionnaire français.

## Biographie
Louis-Alphonse-Victor de Broglie est le fils aîné d'Albert de Broglie, 4e duc de Broglie, et de Pauline de Galard Béarn.   
De 1860 à 1864, il étudie au lycée Bonaparte où, brillant élève, il est plusieurs fois lauréat du Concours général.   
Il participe à la guerre franco-allemande de 1870 (1870-1871) en tant que lieutenant dans la garde mobile de l'Eure. Il se trouve en octobre 1870 à la bataille d'Hécourt, et en janvier 1871 dans les combats de la forêt de la Londe-Rouvray.  
En 1871, il est nommé secrétaire d'ambassade à Londres, alors que son père y est ambassadeur.   
En mai 1872, il devient sous-chef de cabinet du duc Decazes, puis rédacteur politique au ministère des affaires étrangères, puis en 1873-1874 chef de cabinet au ministère de la justice occupé par son père. Mis en disponibilité après la crise du 16 mai 1877, Il quitte la carrière diplomatique avec le grade de secrétaire d'ambassade de 1re classe.   
Aux Élections législatives de 1893, il est élu député de la circonscription de Château-Gontier, en Mayenne et réélu continuellement jusqu'à sa mort, en 1906. De 1895 à 1906, il est aussi conseiller-général du canton de Craon.
Devenu possesseur du château de Broglie en 1901, il s'établit au château de Saint-Amadour en La Selle-Craonnaise, propriété provenant de sa femme, où il s'occupe d'agriculture et d'élevage. Il est aussi membre de la Société des bibliophiles français.

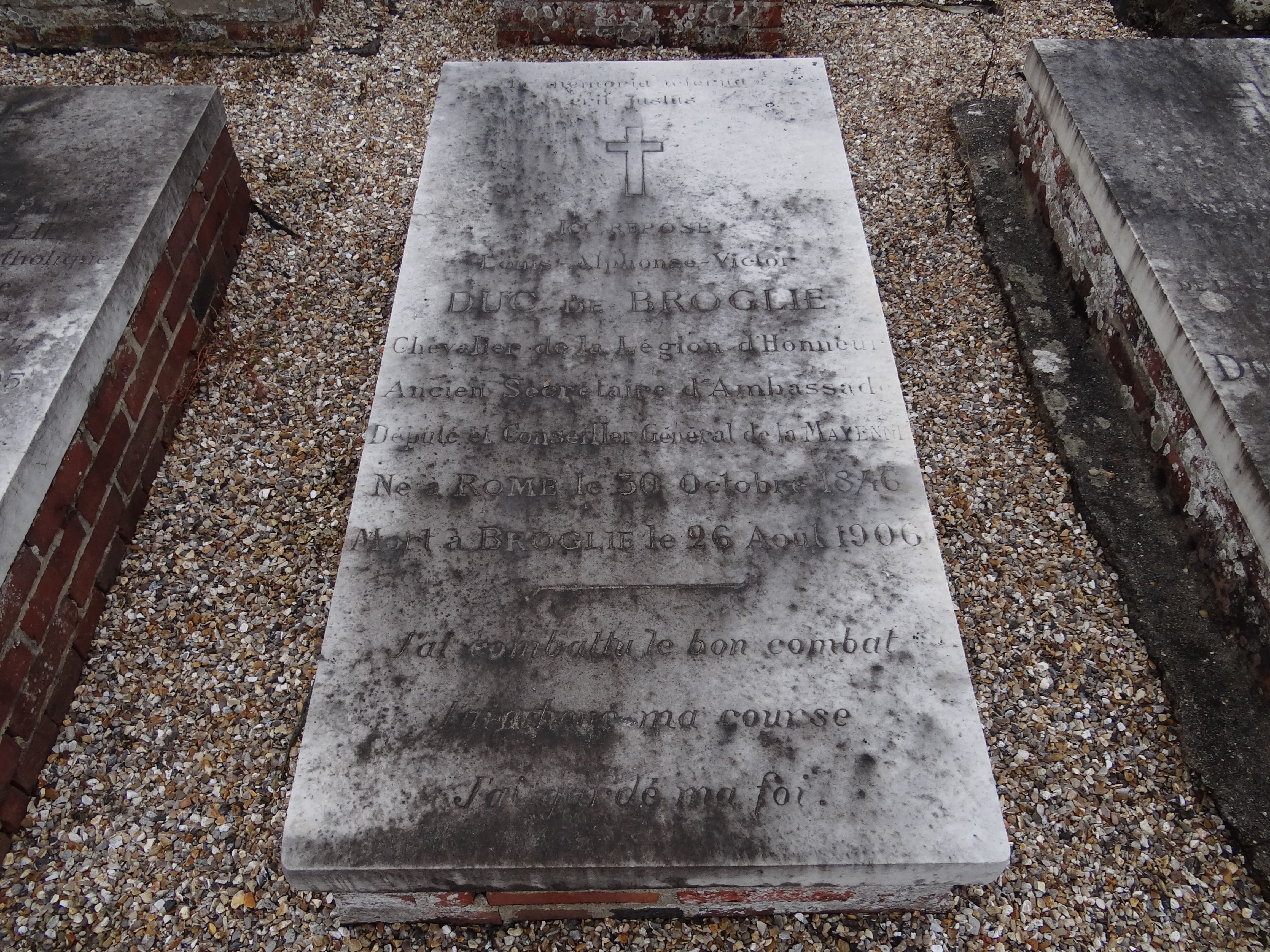
La tombe de Victor de Broglie au cimetière de Broglie (Eure).

## Famille

### Mariage et descendance
Il épouse à Paris le 26 septembre 1871 Pauline de La Forest d'Armaillé (Paris, 22 décembre 1851 - Paris 8e, 26 juin 1928), fille du comte Louis de La Forest d'Armaillé, membre de l'Institut, et de Marie Célestine Amélie de Ségur, femme de lettres. Elle est la petite-fille du comte Philippe-Paul de Ségur et de sa seconde épouse, Célestine Gabrielle de Vintimille du Luc, elle-même arrière petite fille du roi Louis XV. Dont :
- Albertine de Broglie (1872-1946), mariée en 1891 avec Pierre de Luppé, marquis de Luppé (1866-1934), dont postérité ;
- Maurice de Broglie, 6e duc de Broglie, physicien (1875-1960), marié en 1904 avec Camille Bernou de Rochetaillée (1883-1966), dont une fille morte enfant ;
- Philippe de Broglie (1881-1890) ;
- Pauline de Broglie, femme de lettres (1888-1972), mariée en 1910 avec Jean Thomas de Pange, comte Jean de Pange, écrivain (1881-1957), dont postérité ;
- Louis de Broglie, 7e duc de Broglie après son frère, mathématicien et physicien, prix Nobel de Physique (1892-1987), sans alliance[1].

## Distinction
- Chevalier de la Légion d'honneur (9 mai 1874)[2]